# Duque da Vitória
O título Duque da Vitória foi criado pelo príncipe-regente D. João (futuro D. João VI) em 18 de dezembro de 1812, a favor de Artur Wellesley, um general britânico que comandou os exércitos que expulsaram as tropas napoleónicas de Portugal. Foi o primeiro título de Duque português concedido a um estrangeiro.
Artur Wellesley já antes tinha recebido os títulos portugueses de Conde do Vimeiro (18 de outubro de 1811) e de Marquês de Torres Vedras (17 de Dezembro de 1812), os quais depois se tornaram títulos subsidiários do Ducado. Também recebeu os títulos britânicos de  Duque de Wellington, Marquês de Wellington, Marquês Douro, Conde de Wellington, Visconde Wellington e Barão Douro, o título holandês depois belga de Príncipe de Waterloo e o título espanhol de Duque de Cidade Rodrigo Grande de Espanha de Primeira Classe, além doutros títulos e honras no Reino Unido da Grã-Bretanha e Irlanda, Portugal, Holanda, Bélgica e Espanha. Todos estes títulos foram depois transmitidos aos seus herdeiros até aos dias de hoje.

## Titulares
1. Arthur Wellesley, 1º duque de Wellington (1769–1852), 1º duque da Vitória (1812-1852)
2. Arthur Richard Wellesley, 2º duque de Wellington (1807–1884), 2º duque da Vitória (1852-1884)
3. Henry Wellesley, 3º duque de Wellington (1846–1900), 3º duque da Vitória (1884-1900), sobrinho do antecessor
4. Arthur Richard Wellesley, 4º duque de Wellington (1849–1934), 4º duque da Vitória (1900-1934), irmão do antecessor
5. Arthur Charles Wellesley, 5º duque de Wellington (1876–1941), 5º duque da Vitória (1934-1941)
6. Henry Wellesley, 6º duque de Wellington (1912–1943), 6º duque da Vitória (1941-1943)
7. Gerald Wellesley, 7º duque de Wellington (1885–1972), 7º duque da Vitória (1943-1972), tio do antecessor
8. Arthur Valerien Wellesley, 8º duque de Wellington (1915–2014), 8º duque da Vitória (1972-2014)
9. Artur Charles Wellesley, 9º duque de Wellington (1945), 9º duque da Vitória (2014)

Herdeiros
- Arthur Gerald Wellesley, 10º marquês de Torres Vedras (1978), filho do duque da Vitória
  - Arthur Darcy Wellesley, 10º conde do Vimeiro (2010), filho do anterior